# 삼척기줄다리기
삼척기줄다리기(三陟기줄다리기)는 대한민국 강원특별자치도 삼척시 지방에 전승되는 줄다리기이다. 1976년 6월 15일 강원특별자치도의 무형문화재 제2호로 지정되었다.

## 개요
줄다리기는 줄쌈이라고도 하며 풍년을 기원하는 농경의식의 하나로 정월 대보름에 행해졌다. 기줄은 큰 줄에 매달린 작은 줄이 마치 게의 발과 같다해서 게줄이라고도 하며, 기줄다리기는 한자어로 해색전(蟹索戰)이라고도 한다. 기줄다리기 유래에 대하여는 조선 현종(재위 1659∼1674) 때 삼척지방에 저수지를 많이 만들면서 시작되었다고 하나 정확한 기록은 없다.
삼척기줄다리기는 음력 1월 1일이면 우선 어린이들이 양편으로 나뉘어 북, 꽹과리 등을 두드리며 기줄다리기를 하는데 줄이나 규모면에서 작다하여 속닥기줄이라고 한다. 차츰 규모가 커지면서 7·8일 경이면 청소년들이 주동이 되는 중기줄다리기로 번지고, 15일경에는 어른들을 대상으로 해안지방과 산간지방으로 나뉘어 본격적인 큰기줄다리기가 시작된다. 이기는 편에는 풍년이 든다는 믿음도 있지만 그보다는 진편에서 삼척읍성의 수리나 제방수리 등의 노역을 해야하기 때문에 해마다 경쟁이 치열하다.
삼척기줄다리기는 재앙을 막고 풍년을 기원하는 민간신앙을 담고 있으며 주민들의 단결과 협동을 도모하는 마을 공동축제로서 그 의의가 있다.

## 참고 자료
- 삼척기줄다리기 - 국가유산청 국가유산포털